# Trójában nem lesz háború
Trójában nem lesz háború, eredeti francia címe La guerre de Troie n’aura pas lieu, (szó szerinti fordításban „a trójai háború nem lesz megtartva”): Jean Giraudoux (1882–1944) francia drámaíró kétfelvonásos színpadi műve, amelyet legelőször 1935. november 22-én mutattak be a párizsi Athéné-színházban (mai neve Athéné–Louis Jouvet színház, Théâtre de l’Athénée–Louis-Jouvet), Louis Jouvet rendezésében és főszereplésével. A dráma Homérosz Iliaszának alaptörténetére épül, a szerző a háborút pártoló és azt ellenző szenvedélyek ütközését, a háborút megakadályozni kívánó erők esendőségét vizsgálja.

## A mű háttere

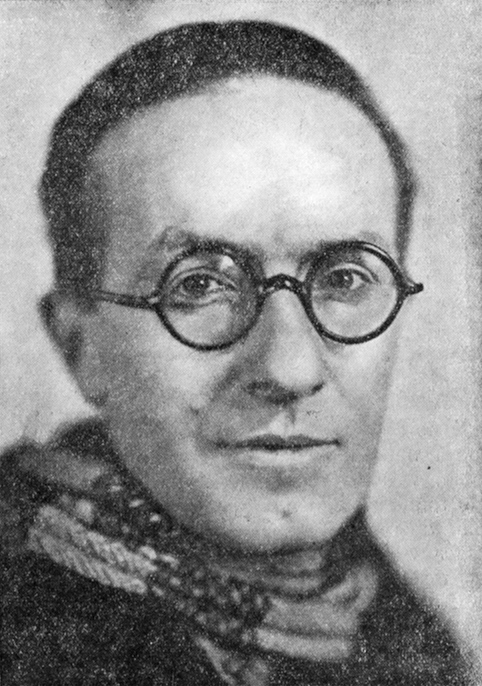
Jean Giraudoux (1882–1944)

A szerző, Jean Giraudoux (1882–1944) frontkatonaként szolgált az első világháborúban, harcolt Franciaországban és a Dardanellák ostrománál is. Két alkalommal sebesült meg, egyszer igen súlyosan. Önkívületi állapotából maradt emlékeit, nehéz felépülése során kiérlelt gondolatait több művébe beillesztette. Lelkes és őszinte pacifistává vált. E színművét aránylag rövid idő, néhány hónap alatt írta meg, 1934 ősze és 1935 júniusa között, az 1929-es nagy gazdasági világválság súlyos éveiben, a militáns európai diktatúrák felemelkedésének idejében, amely már egy új nagy háború valószínűségét hordozta. (A darab néhány évvel a második világháború kitörése és Franciaország német megszállása előtt íródott).
E művében Giraudoux azt vizsgálja, milyen indulatok vezetnek a háborúhoz, és mennyire esendővé, tehetetlenné válnak a béke többségben lévő hívei, hogyan kerekednek föléjük mindkét oldal háború-szító közszereplői (Ajax, Démokosz), hogyan csúsznak ki a közösség irányítása alól és válnak öntörvényűvé a folyamatok (a görög tragédiák sorsszerűsége). A szerző bemutatja a politikusi cinizmust, a közösségi jelképek manipulálását és saját célokra való kihasználását, a jogászi csűrés-csavarást. A drámában Giraudoux saját hazájának korabeli szellemi állapotát írja le, ahol mindenki látja a háború közeledését, de senki sem tesz ellene semmit. A dráma végén a Háború Kapui megnyílnak, a háború elkerülhetetlenségét jelezve.
A Trójában nem lesz háború c. drámát először Louis Jouvet (1887–1951) francia rendező, színházigazgató, a színművészeti egyetem tanára és társulata állította színpadra a párizsi Athéné-színházban, amelynek mai neve Athéné – Louis Jouvet színház, Théâtre de l’Athénée–Louis-Jouvet. A bemutatót 1935. november 22-én tartották. Sok híradás tévesen november 21-ét adja meg, de valójában az a végső, jelmezes nagy főpróba napja volt. A dráma címét Giraudoux aránylag korán leírta, de a színpadra állítás előtt úgy látta, ez túl hosszú cím lesz, és hosszan tépelődött alternatív címváltozatokon. Mérlegelte a Nyitányok nyitánya (Prélude des préludes) és az Előszó az Iliaszhoz (Préface à l’Iliade) címeket, aztán mégis az eredeti cím megtartása mellett döntött. Az 1935-ös párizsi ősbemutató Louis Jouvet rendezte. Eredeti zenéjét Maurice Jaubert írta, a díszletet és színpadi technikát Mariano Andreu Estrany és Guillaume Monin, a jelmezeket Guillaume Monin tervezte.
A dráma szövegkönyvét először 1935. december 14-én tették közzé La Petite Illustration c. képes hetilapban és a La Revue de Paris-ban. 1935 decemberében a Grasset & Fasquelle kiadó könyv formában is megjelentette A könyv azóta több kiadást ért meg, számos európai nyelvre lefordították, és több ország színpadain előadták.

### Fontosabb bemutatói Franciaországban és Európában
- 1935: Théâtre de l’Athénée, (mai neve: Théâtre de l’Athénée – Louis-Jouvet), rendező Louis Jouvet.
- 1962: Avignoni Fesztivál, rendező: Jean Vilar.
- 1963: Avignoni Fesztivál, majd Palais de Chaillot, Párizs, rendező Jean Vilar.[2]
- 1964: Televíziós előadás, Németország, rendező Franz Peter Wirth.
- 1971: Avignoni Fesztivál, rendező: Jean Mercure.
- 1976: Théâtre de la Ville (mai neve: Théâtre de la Ville – Sarah-Bernhardt, Párizs, rendező Jean Mercure.
- 1980: Antenne 2 televízió előadása, rendező Raymond Rouleau.
- 2006: Anjou-i Fesztivál, majd Théâtre Silvia-Monfort, Párizs, rendező: Nicolas Briançon.
- 2008: Théâtre royal du Parc, Brüsszel, rendező Jean-Claude Idée.
- 2011: Sacré Theatre, University of East Anglia (UEA), Norwich, rendező Ralph Yarrow (francia nyelvű előadás).

### Bemutatói Magyarországon
A dráma magyarországi ősbemutatója 1946. novemberében, a pesti Művész Színházban volt, Apáthi Imre és Várkonyi Zoltán rendezésében. A művet Molnár Miklós fordította magyar nyelvre. Az 1992-es egri előadáson Molnár Miklósnak Rubin Péter által átdolgozott szövegét használták.
- 1946: Művész Színház, Budapest, rendező: Apáthi Imre és Várkonyi Zoltán, fősz. Várkonyi Zoltán (Hektór), Sennyei Vera (Andromakhé), Pécsi Sándor (vitorlamester).[4][5]
- 1971: Csiky Gergely Színház, Kaposvár, rendező: Kornis Mihály fh. (a megbetegedett Komor István helyett).[6]
- 1976: Nagyváradi Állami Színház[7]
- 1992: Gárdonyi Géza Színház, Eger, rendező: Dávid Zsuzsa, fősz. Venczel Valentin (Hektór), Deák Éva (Andromakhé), Mucsi Sándor (Ajax).[8]
- 2003: Evangélium Színház, Budapest, rendező: Udvaros Béla, fősz. Lénárt László (Hektór), Szoboszlai Éva (Kasszandra), Melis Gábor (Odüsszeusz), Mucsi Sándor (Démokosz), Gyurin Zsolt (Parisz).[9][10]

## A mű tartalma és szereplői

### Főbb szereplők
- Andromakhé, Hektór felesége
- Helené, Menelaosz spártai király elrabolt felesége
- Hekabé (Hekuba), Priamosz király felesége
- Kasszandra, Priamosz és Hekuba leánya
- A Béke megszemélyesítője
- Irisz istennő
- A gyermek Polüxénia, Priamosz és Hekuba leánya
- Hektór, Priamosz és Hekuba fia
- Odüsszeusz, Ithaka királya
- Démokosz, trójai költő és népszónok
- Priamosz, Trója királya
- Párisz, Priamosz és Hekuba fia
- Ajax, görög követ
- Buszirisz, szicíliai jogász, a hadijog tudósa.
- A mérnök
- Troilusz, Priamosz és Hekuba fia
- Olpidész
- A vitorlamester

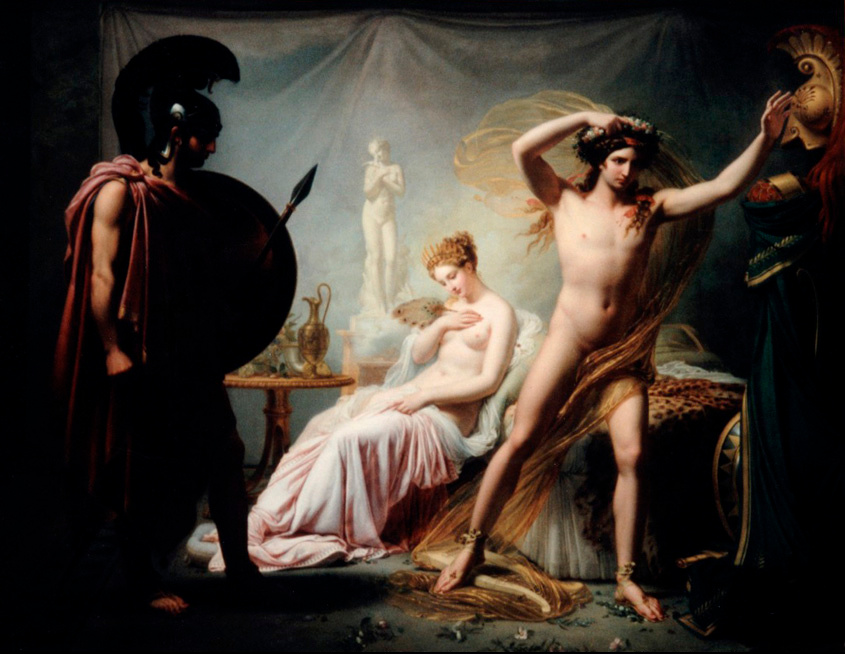
Hektór szemrehányást tesz öccsének, Párisznak Helené elrablása miatt
(Pierre Claude François Delorme műve)

A cselekmény előrehaladása során a szereplők jól kivehetően két tábort formálnak. Hektór, Andromakhé, Hekuba, Kasszandra és a görög Odüsszeusz is (bár az ő szándékai néha kétértelműek) alkotják a béke pártját, akik Helenét haza akarják küldeni. A másik oldalon állnak a háború hívei, akik marasztalják Helenét: Pârisz, Priamosz, Démokosz, a Mérnök, a Vitorlamester, a görög Ajax és a trójai Vének. Az egész bonyodalom Helené körül zajlik, de az ő motivációit és szándékait a szerző homályban tartja (egyetlen világos jellemvonása tűnik ki: erős vonzódása a férfiak iránt).

### Az I. felvonás tartalma
Az első felvonás 10 jelenetében a nézők szeme előtt bontakozik ki a cselszövény. A háborúból visszatérő Hektór megtudja, hogy öccse, Párisz elrabolta Helenét. Hektór felismeri, hogy Helené ottléte a görög háború veszélyét hordozza. Feleségével, Andromakhéval együtt úgy dönt, megpróbálja rávenni Páriszt, küldje haza Helenét. Párisz az atyjától, Priamosz királytól kér döntést, aki azt a feltételt szabja, hogy maga Helené egyezzen bele a hazatérésbe. A 7. jelenetben Párisz arra kéri Helenét, utasítsa el hazatérését. Amikor maga Hektór vonja kérdőre Helenét, csak kitérő válaszokat kap. Az I. felvonás végén a Béke megszemélyesítője jelenik meg, láthatólag betegen és gyengén.

### A II. felvonás tartalma
A nyitóképben a Háború Kapui előtt, amelyeket a békeidőben zárva kell tartani, Helené megpróbálja elcsábítani az ifjú Troiluszt, Priamosz király egyik ifjabb fiát, ekkor még sikertelenül. Összeül a trójai haditanács, ahol egymásnak feszül a két tábor, a békét kívánók és a háborúpártiak. A Háború Kapuinak szimbolikus bezárása után Andromakhé, anyósával, Hekabé királynéval, Hektór és Párisz anyjával együtt próbálja rávenni Helenét, hogy a béke megőrzése érdekében távozzék a városból, de kudarcot vallanak. A harcias görög Ajax bejelenti a hivatalos görög küldöttség érkezését. Provokálja Hektórt, aki mindenképpen el akarja kerülni az eszkalációt, és udvariasan kitér az inzultus elől, több jeleneten keresztül határozottan megfékezi a trójai háború-szítókat, köztük Démokoszt, a háborús költőt is, eközben pofonok is elcsattannak. Viselkedésével Hektór még Ajax csodálatát is kivívja. Megérkeznek a görög követek, Odüsszeusz vezetésével. Az istenek is beavatkoznak, Irisz révén üzenetet juttatnak el a két férfihoz: tárgyaljanak négyszemközt. A nyilvánosság előtt bizalmatlannak és ellenségesnek mutatkozó Odüsszeusz a személyes tárgyaláson éppúgy békepártinak bizonyul, mint Hektór. A két bölcs férfi meg is egyezik Helené hazaküldéséről és a békéről, amikor a részegen megjelenő Ajax ismét provokálja Hektórt, aki rendreutasítja. Démokosz, a költő bosszút kiált, Hektór leszúrja honfitársát, a berohanó trójaiak előtt magára vállalja a tettet. A haldokló Démodokosz azonban utolsó leheletével azt hörgi, hogy a görög Ajax volt a gyilkos, és Hektór csak a görögöket akarja védelmezni. A tömeg meglincseli Ajaxot. Hektór és Odüsszeusz kudarcot vallottak. A záróképben a Háború Kapui megnyílnak, mögöttük Helené és Troilusz szeretkeznek. Trójában mégis lesz háború.